# Meraha
Genre
Meraha est un genre d'araignées aranéomorphes de la famille des Pholcidae.

## Distribution
Les espèces de ce genre se rencontrent en Asie du Sud-Est.

## Liste des espèces
Selon World Spider Catalog (version 19.5, 15/10/2018) :
- Meraha chiangdao (Huber, 2011)
- Meraha khene (Huber, 2011)
- Meraha kinabalu (Huber, 2011)
- Meraha kipungit (Huber, 2016)
- Meraha krabi (Huber, 2016)
- Meraha narathiwat (Huber, 2016)
- Meraha shuye (Yao & Li, 2017)

## Publication originale
- Huber, Eberle & Dimitrov, 2018 : The phylogeny of pholcid spiders: a critical evaluation of relationships suggested by molecular data (Araneae, Pholcidae). ZooKeys, no 789, p. 51-101 (texte intégral).